# Plectorhinchus faetela
Plectorhinchus faetela är en fiskart som först beskrevs av Forsskål, 1775.  Plectorhinchus faetela ingår i släktet Plectorhinchus och familjen Haemulidae. Inga underarter finns listade i Catalogue of Life.